# Yamaha Supercross
Yamaha Supercross es un videojuego de carreras desarrollado por Beyond Reality Games para Windows, PlayStation 2 y Wii y por Aurona Technologies para Nintendo DS y publicado por Destination Software, Zoo Digital Publishing y Funbox Media. Fue lanzado por primera vez el 25 de noviembre de 2008 en Norteamérica. 
La versión de Wii está construida desde cero, en lugar de ser simplemente una adaptación de la versión de PS2. El juego, particularmente la versión de Wii, es fuertemente criticado por los críticos.

## Jugabilidad
Yamaha Supercross es un juego de carreras de motocross que cuenta con una licencia oficial del fabricante japonés de motocicletas. El jugador puede elegir entre seis motos Yamaha diferentes y competir con ellas en nueve lugares diferentes con un total de dieciocho carreras. Como en otros juegos de este tipo, no se trata sólo de llegar el primero a la meta, sino también de realizar diversos trucos y acrobacias.
Hay cuatro modos de juego diferentes: torneo, arcade, práctica y desafío. En el torneo, el objetivo es ser coronado Rey del Supercross Yamaha y, para ello, el jugador debe avanzar en cuatro categorías de campeonato. A medida que se avanza, los oponentes se vuelven más hábiles y las motos se vuelven más poderosas y menos indulgentes. El modo arcade presenta carreras individuales donde el jugador puede correr en cualquier pista que haya sido desbloqueada. En el modo de práctica, el jugador corre contra un corredor fantasma que representa una repetición de la última vuelta. El modo Desafío tiene que ver con acrobacias y, para progresar, el jugador debe tener éxito con una cierta cantidad de acrobacias.
El juego también cuenta con modo multijugador donde dos jugadores pueden competir localmente en una carrera en modo arcade.